# لاولند (اکلاهما)
لاولند(به انگلیسی: Loveland) شهری در ایالت اکلاهما کشور ایالات متحده آمریکا است که جمعیت آن در سرشماری سال ۲۰۱۰ میلادی، ۱۳ نفر بوده‌است.